# Sarah McLachlan
Sarah Ann McLachlan, OC, OBC (sinh ngày 28 tháng 1 năm 1968) là nhạc sĩ, ca sĩ và nhà soạn nhạc người Canada. Cô là người sáng lập Lilith Fair, một tour ca nhạc tôn vinh các nghệ sĩ nữ vào cuối thập niên 1990.

## Tiểu sử

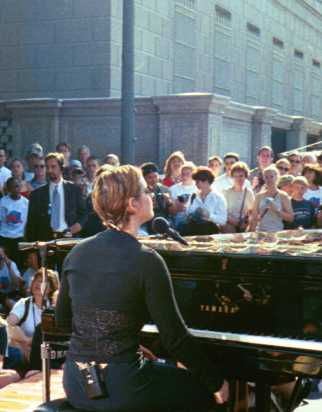
Sarah McLachlan biểu diễn bài Good Morning America năm 1998

Sarah McLachlan, tên đầy đủ là Sarah Ann McLachlan, sinh ngày 28 tháng 1 năm 1968, được nhận làm con nuôi tại một gia đình ở Halifax, Nova Scotia, Canada. Từ khi còn nhỏ, Sarah đã thích học hát, chơi piano và guitar. Năm 17 tuổi, Sarah được mời tham gia với ban nhạc October Game. Tại buổi trình diễn đầu tiên của nhóm tại Đại học Dalhousie, cô được Teddy Mcbride của hãng đĩa Nettwerk mời ký hợp đồng thu âm. Nhưng do sự ngăn cản của cha mẹ, Sarah đã dành 2 năm kế tiếp học và tốt nghiệp tại Nova Scotia College of Art and Design trước khi chính thức chuyển đến Vancouver, British Columbia thu âm album đầu tay Touch. Album này phát hành năm 1988 đã mang lại thành công đầu tiên tại quê nhà. Một số single được phát hành từ album này là Vox, Steaming và bản ballad đầy cảm động Ben's Song, bài hát cô viết cho Ben, một cậu bé mà Sarah đã chăm sóc lúc còn nhỏ, qua đời vì bệnh ung thư.
Sarah phát hành tiếp album thứ hai, Solace, vào năm 1991, album này mang lại thành công lớn cho cô tại quê nhà, với hai hit single: Path of Thorns (terms) và Into The Fire. Cũng như Touch, album này không được thành công tại các nước khác cho đến khi Sarah phát hành album thứ ba, Fumbling Towards Ecstasy, vào tháng 11 năm 1993, sản xuất bởi Pierre Marchand, album này nhanh chóng trở thành một hit lớn tại Cananda. Với Fumbling Towards Ecstasy, Sarah bắt đầu giành được thành công đáng kể tại các nước ngoại quốc, đặc biệt là Mỹ.
Năm 1997 tiếp tục hợp tác với Pierre Marchand, Sarah phát hành album thứ tư, Surfacing, cùng với sự thành lập tour diễn Lilith Fair, một festival thành công nhất của thập niên 1990, tập hợp hầu hết các nghệ sĩ nữ có tên tuổi thời bấy giờ. Lilith Fair kéo dài đến hết năm 1999 vòng quanh các bang lớn nhỏ tại Mỹ, góp lại hơn $7 triệu cho các tổ chức từ thiện.
Ngày 7 tháng 2 năm 1997 Sarah cưới Ashwin Sood, người chơi trống cho cô tại Negrill, Jamaica. Thời gian dài nghỉ ngơi dành cho gia đình của cô chứng kiến sự kiện khủng bố tại Mỹ vào tháng 9 năm 2001, cái chết của mẹ cô vào tháng 12 năm 2001 do căn bệnh ung thư, và sự ra đời của đứa con gái đầu lòng, India, vào ngày 6 tháng 4 năm 2002. Những sự kiện trên đều ảnh hưởng đến Sarah và những tâm sự của cô đều được truyền đạt trong album sau đó.
Sau một thời gian dài vắng bóng Sarah trở lại với album thứ năm, Afterglow, phát hành vào cuối năm 2003. Album và cuộc tour diễn Afterglow Live mang lại thành công lớn cho Sarah tại Mỹ và quê hương Canada.

## Ngoài lề
Năm 1994 Sarah bị kiện bởi Uwe Vandrei, một người quá hâm mộ viết nhiều bức thư có nội dung quá đà về tình cảm của anh với Sarah. Uwe nói rằng Sarah đã dựa vào những bức thư đó viết lời cho hit single "Possession". Tuy nhiên Uwe đã tự sát trước khi vụ kiện được mang ra xét xử. Sau này, khi Sarah giải thích về ý nghĩa của bài hát, cô nói rằng cố viết bài hát vì cô muốn hiểu tại sao Uwe Vandrei lại có cảm xúc mãnh liệt với cô như vậy. Lời bài hát thể hiện tình cảm của người sắp mất đi người mà mình yêu thương. Bài hát là single đầu tiên phát hành từ Flumbling towards Ecstasy.
Năm 1999 McLachlan và hãng đĩa Nettwerk bị kiện bởi Darryl Neudorf, một nhạc sĩ ở Vancouver. Daryl nói rằng anh đã góp phần lớn trong việc viết lời nhạc cho Touch những không được đền đáp và nhắc đến. Tất nhiên Sarah thắng kiện.

## Tác phẩm

### Các albums
| Năm  | Album                             | US  | RIAA cert. | CRIA cert.          | Chú thích                                                                    |
| ---- | --------------------------------- | --- | ---------- | ------------------- | ---------------------------------------------------------------------------- |
| 1988 | Touch                             | 132 | Gold       | Plat.               | album đầu tay, phát hành lại năm 1989.                                       |
| 1991 | Solace                            | 167 | Gold       | 2X Plat.            | -                                                                            |
| 1992 | Live EP                           | -   | -          |                     | bản đặc biệt thu thêm tháng 9 năm 1992 ở Harbourfront, Toronto, Ontario.     |
| 1993 | Fumbling Towards Ecstasy          | 50  | 3X Plat.   | 5X Plat.            | -                                                                            |
| 1994 | The Freedom Sessions              | 78  | Gold       | Platinum            | một trong các đĩa CD cải tiến đầu tiên, bao gồm nhạc với các dữ liệu CD-ROM. |
| 1996 | Rarities, B-Sides and Other Stuff | -   | -          | Platinum            | B-side và có các dữ liệu đặc biệt.                                           |
| 1997 | Surfacing                         | 2   | 8X Plat.   | 10X Plat. (Diamond) | -                                                                            |
| 1999 | Mirrorball                        | 3   | 3X Plat.   | 5X Plat.            | live, có phiên bản đặc biệt ở Canada.                                        |
| 2001 | Remixed                           | -   | -          |                     | album remix                                                                  |
| 2003 | Afterglow                         | 2   | 2X Plat.   | 5X Plat.            | -                                                                            |
| 2004 | Live Acoustic EP                  | -   | -          |                     | thu thanh live ở iTunes ngày 21 tháng 10 2003.                               |
| 2004 | Afterglow Live                    | 107 | -          |                     | đĩa live, có "23-bài đặc biệt" ở trang mạng McLachlan.                       |
| 2005 | Bloom: Remix Album                | -   | -          |                     | album remix thứ hai                                                          |

### Các đĩa đơn
| Năm  | Tác phẩm                                     | Hot 100 ở Mỹ | Rock Mỹ hiện đại | Nhạc nhảy Mỹ | Album                    |
| ---- | -------------------------------------------- | ------------ | ---------------- | ------------ | ------------------------ |
| 1988 | "Vox"                                        | -            | -                | -            | Touch                    |
| 1990 | "Steaming"                                   | -            | -                | 38           | Touch                    |
| 1991 | "The Path of Thorns (Terms)"                 | -            | -                | -            | Solace                   |
| 1991 | "Into the Fire"                              | -            | 4                | -            | Solace                   |
| 1992 | "Drawn To the Rhythm"                        | -            | -                | -            | Solace                   |
| 1993 | "Possession"                                 | 73           | 4                | 30           | Fumbling Towards Ecstasy |
| 1994 | "Hold On"                                    | -            | 29               | -            | Fumbling Towards Ecstasy |
| 1994 | "Good Enough"                                | 77           | 16               | -            | Fumbling Towards Ecstasy |
| 1997 | "Building a Mystery"                         | 13           | 3                | -            | Surfacing                |
| 1998 | "Sweet Surrender"                            | 28           | 14               | 6            | Surfacing                |
| 1998 | "Adia"                                       | 3            | -                | -            | Surfacing                |
| 1999 | "Angel"                                      | 4            | -                | -            | Surfacing                |
| 1999 | "I Will Remember You" (live)                 | 14           | -                | -            | Mirrorball               |
| 2000 | "Silence" (Delerium có Sarah McLachlan)      | -            | -                | 6            | Karma (Delerium)         |
| 2003 | "Fallen"                                     | 41           | -                | 3            | Afterglow                |
| 2004 | "Stupid"                                     | -            | -                | -            | Afterglow                |
| 2004 | "World On Fire"                              | -            | -                | 2            | Afterglow                |
| 2004 | "Silence 2004" (Delerium có Sarah McLachlan) | -            | -                | 1            | -                        |